# فرخان شاهراه
فَرْخانِ شاهراه، روستایی است از توابع بخش مرکزی شهرستان قوچان در استان خراسان رضوی .ایران.
این روستا تقریبا از امکانات شهری برخوردار است . این روستا آب و هوای خوبی دارد و برخوردار از سالن های ورزشی پایگاه های بسیج و مراکز مذهبی است

## جمعیت
این روستا در دهستان سودلانه قرار داشته و بر اساس سرشماری سال ۱۳۸۵ جمعیت آن ۷۶۸ نفر (۱۶۸ خانوار)
بوده است.